# St. Michael (Oldenburg)

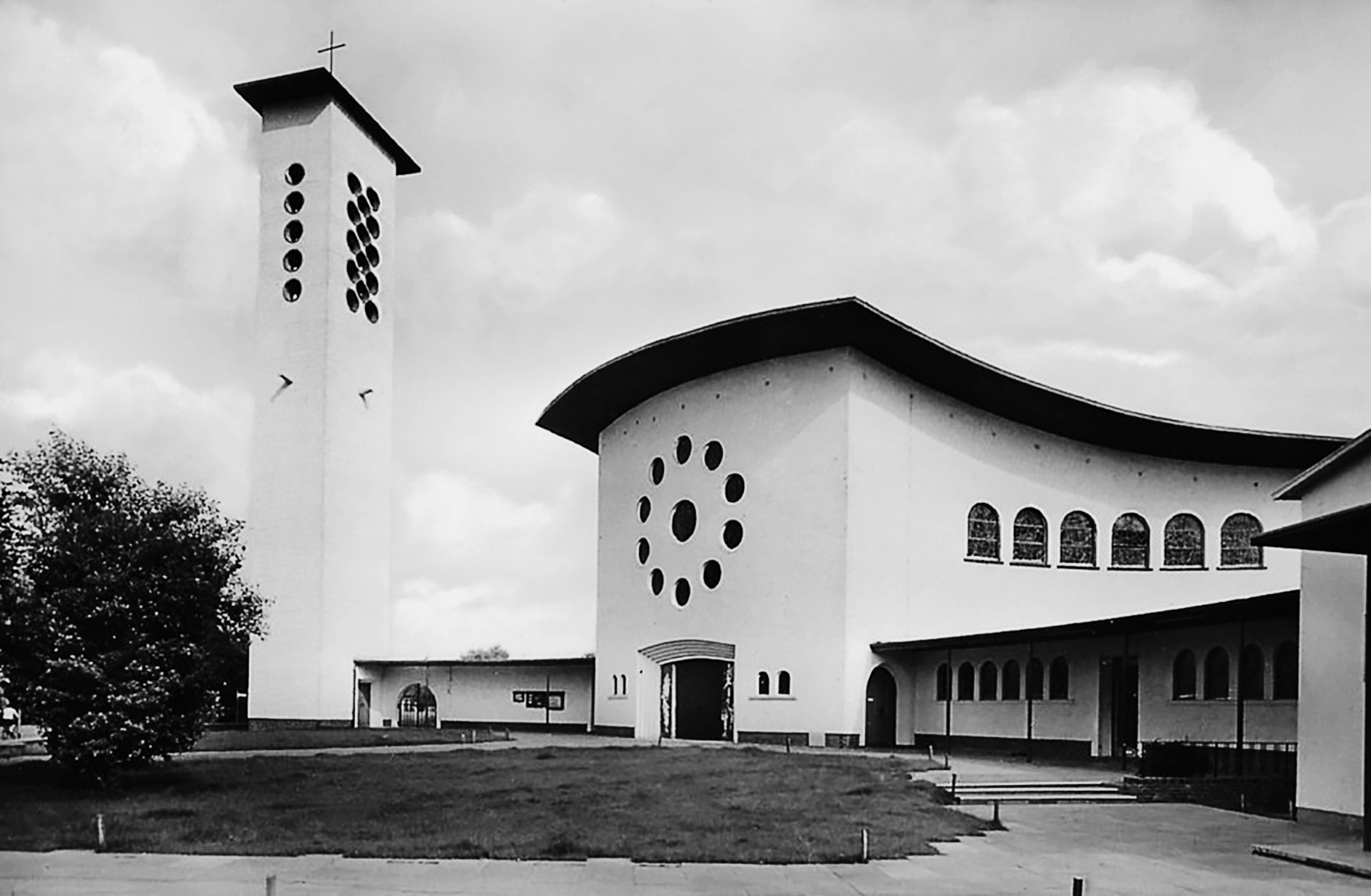
Katholische Kirche St. Michael in Oldenburg

St. Michael ist eine römisch-katholische Filialkirche der Pfarrgemeinde St. Josef in der niedersächsischen Stadt Oldenburg. Sie steht unter dem Patrozinium des Heiligen Michael und gehört zum Bistum Münster. Das Gotteshaus ist eine Saalkirche im Stil der Moderne und bietet 450 Gläubigen Platz.

## Geschichte
Oldenburg wuchs nach dem Zweiten Weltkrieg vor allem durch die vielen Vertriebenen und Flüchtlinge aus Mittel- und Osteuropa stark. Weit über 22.000 Katholiken fanden dort eine neue Heimat. Die beiden vorhandenen katholischen Kirchen, St. Peter (Mitte) und Heilig Geist (Osten), konnten die größere Zahl der Gottesdienstteilnehmer nicht mehr fassen.
Im Stadtteil Kreyenbrück wohnten zahlreiche Neubürger in den Hindenburg-Kasernen. Ein Kaplan der Heilig Geist-Kirche übernahm die seelsorgerische Betreuung und feierte mit den Katholiken ab 1946 die Gottesdienste in einem Speisesaal dieser Kasernen. Danach diente eine Baracke als Notkirche, die 1953 der St. Mariä Himmelfahrt geweiht wurde.
Ende der 1950er Jahre nahm die Bautätigkeit im Süden Oldenburg weiter zu. Außerdem belegten die Soldaten der Bundeswehr die Hindenburg-Kaserne wieder. Weil die Barackenkirche zu klein wurde, wünschten sich die Katholiken in der Region Kreyenbrück ein neues Kirchengebäude. Der Namensgeber war der hl. Erzengel Michael, der Schutzpatron der Bundeswehr.
Die vom Architekten Wilhelm Sunder-Plassmann (Münster) entworfene neue Kirche wurde 1959/1960 gebaut und durch Heinrich Tenhumberg, dem späteren Bischof von Münster, am 30. September 1962 geweiht. Das Gotteshaus war in den ersten Jahrzehnten auch die Garnisonkirche für die im Stadtsüden stationierten Soldaten der Bundeswehr.
Das moderne Gebäude wird eingerahmt von einem freistehenden, 37 Meter hohen Glockenturm, einem Pfarrheim und einem Kindergarten, die alle weiß angestrichen sind. 2019 wurde das Gotteshaus grundlegend saniert.
Ab 1983 und 43 Jahre lang war St. Michael eine selbständige Pfarrei und gehört seit 2006 zusammen mit St. Ansgar (Hatten-Sandkrug) und Heilige Drei Könige (Wardenburg) zur Kirchengemeinde St. Josef (Oldenburg-Bümmerstede). Zur Prävention von sexuellem Missbrauch von Kindern und Jugendlichen erarbeitete 2017 eine Steuerungsgruppe im Auftrag des Pfarreirates von St. Josef ein institutionelles Schutzkonzept, das alle fünf Jahre überprüft und bei Bedarf modifiziert wird.
Am 1. Januar 2024 schlossen sich die drei Oldenburger Pfarren St. Josef, St. Willehad und St. Marien sowie fünf Kirchengemeinden aus benachbarten Landkreisen zusammen zum Katholischen Kirchenverband „Pastoraler Raum Oldenburg-Delmenhorst“ mit Sitz in Oldenburg.

## Glocken
Im Turm des Gotteshauses St. Michael hängen die folgenden vier Bronzeglocken, die in Münster gegossen wurden.
- Glocke 1: Schlagton: dis1, Ø 130 cm, Gießer: Monasterium, Gussjahr: 1960[5]
- Glocke 2: Schlagton: fis1, Ø 115 cm, Gießer: Monasterium, Gussjahr: 1960
- Glocke 3: Schlagton: gis1, Ø 98 cm, Gießer: Monasterium, Gussjahr: 1960
- Glocke 4: Schlagton: h1, Ø 83 cm, Gießer: Monasterium, Gussjahr: 1960

## Orgel
Eine gebraucht angeschaffte einfache Orgel (I+P/5) aus der Werkstatt Paul Sattel (Hochspeyer) wurde 1960 aufgestellt. Die Firma Orgelbau Matthias Kreienbrink (Osnabrück) baute 1975 eine größere Orgel (II+P/13) und führte 1993 eine Reinigung und Überholung durch. Diese Orgel von 1975 besitzt zwei Manuale (C–g3) und ein Pedal (C–f1). Sie hat 13 Register und mechanische Schleifladen.